# 李慶淑
李 慶淑（イ・ギョンスク、朝鮮語: 이경숙、1943年3月6日 - ）は、大韓民国の女性政治家。第11代国会議員。
ソウル出身。本貫は全州李氏。キリスト教徒。

## 学歴
- 京畿女子高等学校卒業
- 淑明女子大学校政治外教学科学士
- カンザス大学大学院
- サウスカロライナ大学大学院[1]

## 経歴
- 淑明女子大学校の13代 - 15代総長[1]
- 1980年に国家保衛立法会議委員に選出された[2]。
- 2007年の大統領選挙で当選した李明博の大統領職引継ぎ委員会委員長を務めた。在任中に英語教育の重要性、特に英語公教育の強化を力説したが[3]、アメリカ合衆国でオレンジを「オレンジ」（오렌지）と言うと誰も分からず、「オルィンジ」（오륀지）の方が通じると発言して物議を醸した[4]。本人は後に「公聴会でのやり取りだが、拡大再生産により大きな誤解となった」と釈明した[5]。